# توماس هیکی
توماس هیکی (درگذشته ۲۸ ژوئن ۱۷۷۶) یک سرباز ارتش قاره‌ای در جنگ انقلابی آمریکا بود و اولین کسی است که توسط ارتش قاره‌ای به دلیل «شورش، فتنه و خیانت» اعدام شد.
در ایرلند متولد شد و در قامت سرباز نیروی نظامی بریتانیا به آمریکا آمد و به عنوان دستیار شخصی سرلشکر ویلیام جانسون در جنگ‌های هفت‌ساله مبارزه کرد. اما بعداً پس از وقوع انقلاب آمریکا به جنبش وطن‌پرستان پیوست. او به عضویت یگان زندگی درآمد که قرار بود از جورج واشینگتن، کارمندانش و حقوق و دستمزد ارتش قاره‌ای محافظت کند ولی به دلیل استفاده از پول جعلی، به زندان افتاد. وی بعداً به جرم شورش و فتنه محاکمه شد وبه اعدام محکوم گشت. حدس زده می‌شود که او در نقشه‌ای برای ترور جورج واشینگتن در ۱۷۷۶ دست داشته باشد.

واشینگتن پس از مرگش یک بیانیه منتشر کرد: 
 امید است سرنوشت ناخوشایند توماس هیکی، که امروز به جرم خیانت، دسیسه و شورش اعدام شد، برای هر سرباز ارتش زنگ خطری باشد که از این دست جنایات دوری کند چون این نمایش‌دهندهٔ شخصیتی منزجرکننده از سرباز است و همچنین برای کشوری که به او پول و نان می‌دهد، مضر است. برای جلوگیری از این جنایات، مطمئن‌ترین روش، دور ماندن از وسوسه‌های آن‌ها، و به ویژه اجتناب از زنان هرزه است. این مجرم بیچاره در حال مرگ اعتراف کرد، که زندگی‌اش بیهوده تمام شده و مرگ با رسوایی او را در آغوش گرفت. 

## در فرهنگ عامه
- هیکی در کتاب فیبی جاسوس نوشتهٔ جودیت بری که برای بچه‌ها نوشته شده‌است، به عنوان یک آدم شرور حضور دارد.
- هیکی به دلیل تلاش برای کشتن واشینگتن به دار آویخته شده‌است و در رمان تاریخی زنجیرها نوشتهٔ لوری هالز اندرسون به او اشاره می‌شود.
- هیکی در بازی ویدیویی اساسینز کرید ۳ به عنوان یک آنتاگونیست ظاهر می‌شود. در این بازی، او قصد ترور واشینگتن را دارد تا چارلز لی به سمت فرماندهٔ کل قوا شود اما توسط شخصیت بازی، کانر کشته می‌شود. نقش او توسط آلن لیچ صداگذاری شده‌است.